# Canton de Segonzac
Le canton de Segonzac est une ancienne division administrative française, située dans le département de la Charente et la région Nouvelle-Aquitaine.
Avec le redécoupage cantonal de 2014, la commune de Segonzac est devenue le bureau centralisateur du nouveau canton de Charente-Champagne.

## Composition
- Ambleville
- Angeac-Champagne
- Bourg-Charente
- Criteuil-la-Magdeleine
- Gensac-la-Pallue
- Genté
- Gondeville
- Juillac-le-Coq
- Lignières-Sonneville
- Mainxe
- Saint-Fort-sur-le-Né
- Saint-Même-les-Carrières
- Saint-Preuil
- Salles-d'Angles
- Segonzac
- Verrières

## Administration :conseillers généraux de 1833 à 2015
| Période | Période          | Identité                                      | Étiquette                      | Qualité |
| ------- | ---------------- | --------------------------------------------- | ------------------------------ | --- |
| 1833    | 1842             | Marie-Olivier Jacques de Caminade de Châtenay | Centre droit                   | Négociant à Cognac Député (1831-1834) |
| 1842    | 1848             | Richard Auguste Hennessy (fils)               | Droite                         | Commerçant Député (1848-1851) Sénateur (1876-1879) |
| 1848    | 1859 (décès)     | Marquis Henri Eugène d'Asnières (1799-1859)   |                                | Propriétaire-cultivateur Maire de Saint-Mesme (1826-1838) |
| 1859    | 1863 (décès)     | Henri Arnaud (1799-1863)                      |                                | Juge de paix, maire de Gondeville, conseiller d'arrondissement |
| 1864    | 1874 (démission) | Henri Bouraud                                 |                                | Maire de Cognac (1849-1869) |
| 1874    | 1886 (décès)     | Marquis Henri Eugène d'Asnières (fils)        | Droite orléaniste              | Propriétaire, maire de Saint-Mesme (1865-1884), conseiller d'arrondissement |
| 1886    | 1895             | Gustave Cuneo d'Ornano                        | Appel au peuple (Bonapartiste) | Journaliste Député (1876-1906) |
| 1895    | 1940             | James Hennessy                                | Républicain Rad.ind.           | Négociant Conseiller municipal de Cognac Président du Conseil Général (1928-1940) Député (1906-1921) Sénateur (1921-1940) James Hennessy sera nommé conseiller départemental en 1943 |
|         |                  |                                               |                                | |
| 1945    | 1953 (décès)     | Léonide Guichard                              | PRS-RPF                        | Médecin, maire de Lignières-Sonneville (1945-1953) |
| 1953    | 1973 (décès)     | Robert Bonnaud                                | Radical                        | Médecin Maire de Segonzac (1947-1971) |
| 1973    | 1985             | Max Cointreau                                 | DVD puis UDF-Rad.              | Négociant en cognac Maire de Gensac-la-Pallue (1969-2001) Conseiller régional (1977-1980)                                                                                            |
| 1985    | 1998             | Pierre Hitier                                 | RPR                            | Médecin Maire de Salles-d'Angles (1974-1995) Président de la Communauté de Communes de la Grande-Champagne (1995-2001)                                                               |
| 1998    | 2011             | Philippe Bonnaud (fils de R.Bonnaud)          | UDF puis DVD                   | Médecin Premier adjoint au Maire de Segonzac (2001-2008) |
| 2011    | 2015             | Jérôme Sourisseau                             | MoDem puis UDI                 | Viticulteur Maire de Bourg-Charente (2008-2020) |

## Conseillers d'arrondissement (de 1833 à 1940)
Le canton de Segonzac élisait deux conseillers d'arrondissement.
| Période | Période      | Identité                             | Étiquette          | Qualité |
| ------- | ------------ | ------------------------------------ | ------------------ | --- |
| 1833    | 1836         | Jean Lézard Fombrune                 |                    | Maire de Lignières                                                                                          |
| 1833    | 1836         | M. Bourdeix                          |                    | Notaire, maire de Segonzac                                                                                  |
| 1836    | 1842         | M. Filhon                            |                    | |
| 1836    | 1842         | M. Yvon                              |                    | |
|         |              |                                      |                    | |
| 1848    | 1855         | M. Foucaud                           |                    | Juge de paix, propriétaire à Bourg-Charente                                                                 |
| 1848    | 1852         | M. Bonin ainé                        |                    | Maire de Bourg-Charente                                                                                     |
| 1852    | 1858         | César Guédon                         |                    | Propriétaire à Criteuil                                                                                     |
| 1855    | 1859         | Henri Arnaud                         |                    | Juge de paix, propriétaire à Gondeville                                                                     |
| 1858    |              | Guillaume Filhon                     |                    | Notaire, maire d'Ambleville                                                                                 |
| 1859    | 1874         | Marquis Henri Eugène d'Asnières fils |                    | Propriétaire à Saint-Même-les-Carrières                                                                     |
| 1864    | 1898         | Pierre Berteaudeau                   | Droite monarchiste | Propriétaire, maire de Juillac-le-Coq                                                                       |
| 1871    | 1883 (décès) | Pierre Popelet                       | Droite monarchiste | Maire d'Angeac                                                                                              |
| 1883    | 1898         | Félix Dumay                          | Droite monarchiste | Médecin, maire de Segonzac                                                                                  |
| 1898    | 1919         | Pierre-Aimé Richard                  | Droite             | Négociant, maire de Segonzac                                                                                |
| 1898    | 1939 (décès) | Jean Barraud (1858-1939)             | Républicain RG     | Propriétaire agriculteur, suppléant du juge de paix de Segonzac                                             |
| 1919    | 1940         | Yrieix Pérodeau                      | RG                 | Propriétaire agriculteur à Juillac-le-Coq                                                                   |
| 1940    |              |                                      |                    | Les conseils d'arrondissement ont été suspendus par la loi du 12 octobre 1940 et n'ont jamais été réactivés |

Sources : Journal "La Charente" https://gallica.bnf.fr/ark:/12148/cb32740226x/date&rk=21459;2.

## Démographie
| 1962   | 1968   | 1975   | 1982   | 1990   | 1999   | 2006   | 2011   | 2012   |
| ------ | ------ | ------ | ------ | ------ | ------ | ------ | ------ | ------ |
| 11 948 | 12 093 | 12 210 | 12 262 | 12 421 | 12 261 | 12 099 | 12 319 | 12 288 |